# Harvey L. Johnson
Harvey L. Johnson (Cleburne, Texas, 12 de septiembre de 1904 - 29 de mayo de 1995), fue un hispanista estadounidense.

## Biografía
Se graduó como bachiller en artes en el Howard Payne College, y como Maestro en Artes en la Universidad de Texas en Austin. Se doctoró en la Universidad de Pensilvania en Filadelfia y recibió un doctorado honorario en la Universidad Mayor de San Andrés, en La Paz, Bolivia. Enseñó en la Rice University, en el Cedar Crest College, en la Nortwestern University, en la Universidad de Indiana en Bloominngton, y obtuvo la cátedra de su departamento de español y portugués cuatro años, para terminar su carrera y jubilarse en la Universidad de Houston.

## Obra
Publicó An edition of "Triunfo de los Santos" with a Consideration of Jesuit School Plays in Mexico Before 1650 (Filadelfia, 1941). La América española: Panorama Cultural (Oxford University Press, 1949), Aprende a hablar español (1962), una traducción de La navidad en las montañas de Altamirano con introducción y notas (Ginesville, 1961) y una edición de El diablo nocturno de García Gutiérrez (México, 1956). Elaboró gran cantidad de estudios sobre escenografía, teatro y actores en el Siglo de Oro de España y América y colaboró con artículos biográficos en The World Book Encyclopedia y con estudios en la Enciclopedia Británica; se le deben también otros trabajos sobre Gustavo Adolfo Bécquer y literatura lusobrasileña.
- Datos: Q5892601